# Beizama
Beizama – gmina w Hiszpanii, w prowincji Guipúzcoa, w Kraju Basków, o powierzchni 16,55 km². W 2011 roku gmina liczyła 175 mieszkańców.